# بريان برونسون
بريان برونسون (بالإنجليزية: Bryan Bronson) هو منافس ألعاب قوى أمريكي، ولد في 9 سبتمبر 1972 في جاسبر في الولايات المتحدة.

## وصلات خارجية
- بريان برونسون على موقع الاتحاد الدولي لألعاب القوى (الإنجليزية)
- بريان برونسون على موقع أوليمبيديا (الإنجليزية)